# Dobsonia inermis
Dobsonia inermis is een vleermuis uit het geslacht Dobsonia die voorkomt in de Salomonseilanden en op het nabijgelegen Papoea-Nieuw-Guineese eiland Bougainville. Het is de enige Dobsonia in de Salomonseilanden, waar hij algemeen voorkomt. De populatie op Choiseul vertegenwoordigt mogelijk een aparte ondersoort, D. i. minimus Phillips, 1968. De soort is gevonden op de eilanden Bougainville, Choiseul, Fauro, Ghizo, Guadalcanal, Kerehikapa, Kolombangara, Malaita, Mono, New Georgia, Nggela Pile, Nggela Sule, Rennell, de Russell-eilanden, San Cristobal, Santa Isabel, Shortland, Uki Ni Masi, Vangunu en Vella Lavella.
D. inermis is een kleine soort met bruine klauwen. Net als andere soorten uit de D. viridis-groep heeft hij een wat groenachtige vacht. De kop-romplengte bedraagt 129,6 tot 155,0 mm, de staartlengte 24,0 tot 38,8 mm, de voorarmlengte 97,5 tot 115,0 mm, de tibialengte 44,0 tot 54,8 mm, de oorlengte 21,0 tot 23,9 mm en het gewicht 118 tot 192 mm.